# Chihuahuanus globosus
Espèce
Synonymes
- Vaejovis globosus Borelli, 1915
- Hoffmannius globosus (Borelli, 1915)
- Vaejovis gilvus Williams, 1968

Chihuahuanus globosus est une espèce de scorpions de la famille des Vaejovidae.

## Distribution
Cette espèce se rencontre au Mexique au Durango et au Coahuila et aux États-Unis dans le Sud-Ouest du Texas.

## Description
La femelle holotype mesure 39,5 mm.

## Systématique et taxinomie
Cette espèce a été décrite sous le protonyme Vaejovis globosus par Borelli en 1915. Elle est placée dans le genre Hoffmannius par Soleglad et Fet en 2008 puis dans le genre Chihuahuanus par González Santillán et Prendini en 2013.

## Publication originale
- Borelli, 1915 : « Scorpioni nuovi o poco noti del Messico. » Bollettino dei Musei di Zoologia ed Anatomia Comparata della Reale Università di Torino, vol. 30, no 703, p. 1-7 (texte intégral).